# Islas Picudas
Las Islas Picudas, es el nombre que recibe un archipiélago o conjunto de islas e islotes pertenecientes a Venezuela, y que forman parte del Parque nacional Mochima desde el 19 de diciembre de 1973 bajo el decreto Nº 1.534. Administrativamente dependen de los Estados Sucre y Anzoátegui, ambos ubicados en el oriente de este país suramericano.
Las Picudas, cuya isla más importante se conoce como Picuda Grande, se encuentran en la parte central del parque al oeste de las Islas Caracas, al norte de las islas Arapo, al este de las Islas Chimanas e Islas Borrachas, y al noreste de las ciudades venezolanas de Puerto La Cruz y Guanta (Estado Anzoátegui)

## Islas integrantes
Se trata de un archipiélago conformado por las siguientes islas principales:
- Picuda Grande (Sucre)[1]
- Picuda Chica (Sucre)[1]
- Quirica
- Cachicamo
- Isla de Plata (Anzoátegui)[1]
- Isla de Monos (Anzoátegui)[1]
- Tiguitigue